# Nati nel 1990/Gennaio
| Questa pagina contiene informazioni ricavate automaticamente dalle voci biografiche con l'ausilio del template Bio e di un bot. L'aggiornamento è periodico e automatico e ricostruisce completamente la pagina. Se manca una persona in questa lista, sei pregato di non aggiungerla, ma accertati piuttosto che la sua voce biografica contenga il template Bio e che i dati anagrafici siano correttamente compilati. Se il template Bio manca, inseriscilo tu stesso o, in alternativa, metti l'avviso {{tmp\|Bio}} che ne segnala la mancanza. Se i dati riportati sono sbagliati, correggi direttamente la voce biografica; le modifiche saranno visibili in questa lista entro pochi giorni. Per chiarimenti vedi il progetto biografie. La lista contiene solo le 603 persone che sono citate nell'enciclopedia e per le quali è stato implementato correttamente il template Bio. Pagina aggiornata al 18 ago 2025. |

- 1º gennaio - Anastasios Aulōnitīs, calciatore greco
- 1º gennaio - Itzhak Cohen, ex calciatore israeliano
- 1º gennaio - Julia Glushko, ex tennista israeliana
- 1º gennaio - Luciano González, cestista argentino
- 1º gennaio - Zaviar Gooden, giocatore di football americano statunitense
- 1º gennaio - Kelby Halbert, ex sciatore alpino canadese
- 1º gennaio - Trumaine Johnson, giocatore di football americano statunitense
- 1º gennaio - Ruslan Kambolov, ex calciatore russo
- 1º gennaio - Fazlı Kocabaş, calciatore belga
- 1º gennaio - Antons Kurakins, calciatore lettone
- 1º gennaio - Serkan Kurtuluş, ex calciatore turco
- 1º gennaio - John Lineker, artista marziale misto brasiliano
- 1º gennaio - Atak Lual, calciatore sudsudanese
- 1º gennaio - Ahmad Madania, calciatore siriano
- 1º gennaio - Ali Maâloul, calciatore tunisino
- 1º gennaio - Mohamed Mrabet, canoista tunisino
- 1º gennaio - Kofs, rapper, cantante e attore francese
- 1º gennaio - Jordi Pablo, ex calciatore spagnolo
- 1º gennaio - Debora Sbei, pattinatrice artistica a rotelle italiana
- 1º gennaio - Juan Sánchez Miño, ex calciatore argentino
- 1º gennaio - Lenur Temirov, lottatore ucraino
- 1º gennaio - Yann Thimon, calciatore francese
- 1º gennaio - Cato Van Ee, modella olandese
- 1º gennaio - Manuel Wieser, ex sciatore alpino austriaco
- 1º gennaio - Savaş Yılmaz, calciatore turco
- 1º gennaio - Marina Zambelli, pallavolista italiana
- 1º gennaio - Roberto de Jesus Machado, calciatore brasiliano
- 1º gennaio - Gøran van den Burgt, ex calciatore norvegese
- 2 gennaio - Karel Abraham, pilota motociclistico ceco
- 2 gennaio - Maurício Alves Peruchi, calciatore brasiliano († 2014)
- 2 gennaio - Shimelis Bekele, calciatore etiope
- 2 gennaio - Ekaterina Bogačëva, pallavolista russa
- 2 gennaio - Jackie Carmichael, cestista statunitense
- 2 gennaio - Aleksandr Fil'cov, ex calciatore russo
- 2 gennaio - Mıhaıl Gabyshev, calciatore kazako
- 2 gennaio - Sergio Galdós, ex tennista peruviano
- 2 gennaio - Aaron Greene, calciatore irlandese
- 2 gennaio - Badr Kachani, calciatore marocchino
- 2 gennaio - Burak Kaplan, ex calciatore tedesco
- 2 gennaio - Karolína Kloučková, ex sciatrice alpina ceca
- 2 gennaio - Tomasz Kupisz, calciatore polacco
- 2 gennaio - Liridon Makolli, giocatore di calcio a 5 e calciatore svedese
- 2 gennaio - Denis Rassulov, calciatore moldavo
- 2 gennaio - Marco Rizzo, pallavolista italiano
- 2 gennaio - Bernadette Schild, ex sciatrice alpina austriaca
- 2 gennaio - Matt To'omua, rugbista a 15 australiano
- 3 gennaio - Saki Aida, sceneggiatrice giapponese († 2024)
- 3 gennaio - Edoardo Caliogna, pallanuotista italiano
- 3 gennaio - Danny Cruz, allenatore di calcio, dirigente sportivo e ex calciatore statunitense
- 3 gennaio - Fabian Drzyzga, pallavolista polacco
- 3 gennaio - Austin Dufault, ex cestista statunitense
- 3 gennaio - Dalia Fernández, modella dominicana
- 3 gennaio - L.J. Fort, giocatore di football americano statunitense
- 3 gennaio - Lorenzo Gasperoni, calciatore sammarinese
- 3 gennaio - Hesham Mohamed, calciatore egiziano
- 3 gennaio - Glory Iroka, calciatrice nigeriana
- 3 gennaio - Abigail Irozuru, lunghista britannica
- 3 gennaio - Ji Xiang, calciatore cinese
- 3 gennaio - Michiel Jonckheere, allenatore di calcio e ex calciatore belga
- 3 gennaio - Yōichirō Kakitani, ex calciatore giapponese
- 3 gennaio - Maximilian Karner, ex calciatore austriaco
- 3 gennaio - Shlohmo, musicista statunitense
- 3 gennaio - Christophe Léonard, ex cestista francese
- 3 gennaio - William Maldonado, calciatore salvadoregno
- 3 gennaio - Victor Mello, giocatore di calcio a 5 brasiliano
- 3 gennaio - José Pierre Vunguidica, calciatore angolano
- 3 gennaio - Michael Waligora, ex sciatore d'erba e sciatore alpino ceco
- 3 gennaio - Fatma Yıldırım, pallavolista turca
- 3 gennaio - Muğdat Çelik, ex calciatore turco
- 3 gennaio - Aykut Çeviker, calciatore turco
- 4 gennaio - Mauro Albertengo, calciatore argentino
- 4 gennaio - Dzmitryj Baha, calciatore bielorusso
- 4 gennaio - Michele Boscacci, scialpinista italiano
- 4 gennaio - Iago Falque, ex calciatore spagnolo
- 4 gennaio - Roland Gigolaev, ex calciatore russo
- 4 gennaio - Malliciah Goodman, ex giocatore di football americano statunitense
- 4 gennaio - Pål André Helland, calciatore e giocatore di calcio a 5 norvegese
- 4 gennaio - Raisel Iglesias, giocatore di baseball cubano
- 4 gennaio - Maciej Jankowski, calciatore polacco
- 4 gennaio - Daniel Keatings, ginnasta britannico
- 4 gennaio - Toni Kroos, ex calciatore tedesco
- 4 gennaio - Marisa Lavanchy, ex velocista svizzera
- 4 gennaio - Landú Mavanga, calciatore angolano
- 4 gennaio - Michelle Mylett, attrice canadese
- 4 gennaio - Toaster Nsabata, calciatore zambiano
- 4 gennaio - Oh Jae-suk, calciatore sudcoreano
- 4 gennaio - Chris Otule, cestista statunitense
- 4 gennaio - Alberto Paloschi, calciatore italiano
- 4 gennaio - Augustine Pulu, rugbista a 15 neozelandese
- 4 gennaio - Ri Chang-ho, calciatore nordcoreano
- 4 gennaio - Fabien Vorbe, ex calciatore haitiano
- 4 gennaio - Zoe Voss, ex attrice pornografica statunitense
- 4 gennaio - Jennifer Wu, tennistavolista statunitense
- 4 gennaio - Zhao Tailong, ex cestista cinese
- 4 gennaio - Peter de Cruz, giocatore di curling svizzero
- 5 gennaio - Gino Felixdaal, ex calciatore olandese
- 5 gennaio - Leroy Fer, calciatore olandese
- 5 gennaio - Juan Fuentes, ex calciatore spagnolo
- 5 gennaio - Shane Gibson, cestista statunitense
- 5 gennaio - Aljaksej Haŭrylovič, calciatore bielorusso
- 5 gennaio - Jose Iglesias, giocatore di baseball statunitense
- 5 gennaio - Gëzim Krasniqi, calciatore albanese
- 5 gennaio - Nermina Lukac, attrice svedese
- 5 gennaio - Stefano Luongo, pallanuotista italiano
- 5 gennaio - Barış Memiş, calciatore turco
- 5 gennaio - José Luis Palomino, calciatore argentino
- 5 gennaio - Krystian Pearce, calciatore inglese
- 5 gennaio - Marshawn Powell, ex cestista statunitense
- 5 gennaio - Germán Rodríguez Rojas, calciatore argentino
- 5 gennaio - Ralph Sampson, ex cestista statunitense
- 5 gennaio - Krzysztof Sulima, cestista polacco
- 5 gennaio - Ole Amund Sveen, calciatore norvegese
- 5 gennaio - Christopher Washburn, pallanuotista italiano
- 5 gennaio - Isiah Young, velocista statunitense
- 6 gennaio - Jason Berthomier, calciatore francese
- 6 gennaio - Ilaria Bianchi, nuotatrice italiana
- 6 gennaio - Renata Březinová, cestista ceca
- 6 gennaio - Abel Camará, calciatore guineense
- 6 gennaio - Sandro Cortese, pilota motociclistico tedesco
- 6 gennaio - Miloš Cvetković, calciatore serbo
- 6 gennaio - Nill De Pauw, ex calciatore congolese (Repubblica Democratica del Congo)
- 6 gennaio - Cristian Erbes, calciatore argentino
- 6 gennaio - Gao Di, calciatore cinese
- 6 gennaio - Jung Seol-bin, calciatrice sudcoreana
- 6 gennaio - Sean Kilpatrick, ex cestista statunitense
- 6 gennaio - Dani M, rapper e cantante svedese
- 6 gennaio - Lena Möllers, pallavolista tedesca
- 6 gennaio - Kristian Opseth, calciatore norvegese
- 6 gennaio - Ruslan Otverčenko, cestista ucraino († 2023)
- 6 gennaio - Gabriel Santana Pinto, calciatore brasiliano
- 6 gennaio - Alex Teixeira, calciatore brasiliano
- 6 gennaio - Sébastien Thurière, ex calciatore statunitense
- 6 gennaio - Constantino Vaporaki, giocatore di calcio a 5 argentino
- 7 gennaio - Liam Aiken, attore statunitense
- 7 gennaio - B.W. Webb, giocatore di football americano statunitense
- 7 gennaio - Walter Cabrera, calciatore paraguaiano
- 7 gennaio - Elene Gedevanishvili, ex pattinatrice artistica su ghiaccio georgiana
- 7 gennaio - Camryn Grimes, attrice statunitense
- 7 gennaio - Junior Mapuku, ex calciatore congolese (Repubblica Democratica del Congo)
- 7 gennaio - Sergej Majtakov, ex sciatore alpino russo
- 7 gennaio - Arkadiusz Michalski, sollevatore polacco
- 7 gennaio - Néstor Monge, calciatore costaricano
- 7 gennaio - Ivo Pinto, calciatore portoghese
- 7 gennaio - Rasmus Christian Quaade, ex ciclista su strada e pistard danese
- 7 gennaio - Camille Rowe, modella francese
- 7 gennaio - Michael Sam, ex giocatore di football americano e allenatore di football americano statunitense
- 7 gennaio - Gregor Schlierenzauer, ex saltatore con gli sci austriaco
- 8 gennaio - Abdulaziz Al-Gumaei, calciatore yemenita
- 8 gennaio - Jeff Allen, giocatore di football americano statunitense
- 8 gennaio - Jaron Brown, giocatore di football americano statunitense
- 8 gennaio - Chou Tien-chen, giocatore di badminton taiwanese
- 8 gennaio - Jeff Demps, velocista e giocatore di football americano statunitense
- 8 gennaio - Abdelaye Diakité, calciatore francese
- 8 gennaio - Juan Domínguez Lamas, ex calciatore spagnolo
- 8 gennaio - Katie Ebzery, ex cestista australiana
- 8 gennaio - Tommaso Goi, allenatore di hockey su ghiaccio e hockeista su ghiaccio italiano
- 8 gennaio - Álvaro González Soberón, calciatore spagnolo
- 8 gennaio - Trevor Guyton, giocatore di football americano statunitense
- 8 gennaio - Jamie Hampton, ex tennista statunitense
- 8 gennaio - Kōhei Hattanda, calciatore giapponese
- 8 gennaio - Thomas Kral, calciatore austriaco
- 8 gennaio - Ana Lucía Martínez, calciatrice guatemalteca
- 8 gennaio - Ryan McGivern, calciatore nordirlandese
- 8 gennaio - Ryan Mendes, calciatore capoverdiano
- 8 gennaio - Jordy Murray, hockeista su ghiaccio statunitense
- 8 gennaio - Robin Olsen, calciatore svedese
- 8 gennaio - Sanjar Quvvatov, calciatore uzbeko
- 8 gennaio - Diego Riolfo, ex calciatore uruguaiano
- 8 gennaio - Arturo Rodríguez, ex calciatore messicano
- 8 gennaio - Rafał Sarnecki, pistard polacco
- 8 gennaio - Cara Theobold, attrice britannica
- 8 gennaio - Fausto Tienza, calciatore spagnolo
- 8 gennaio - Mirson Volina, calciatore albanese
- 8 gennaio - Blair Walsh, giocatore di football americano statunitense
- 8 gennaio - Xu Xin, tennistavolista cinese
- 9 gennaio - Mohammed Al-Fuhaid, calciatore saudita
- 9 gennaio - Rolando Blackburn, calciatore panamense
- 9 gennaio - Justin Blackmon, giocatore di football americano statunitense
- 9 gennaio - Gerard Encuentra, allenatore di pallacanestro spagnolo
- 9 gennaio - Marta Fascina, politica italiana
- 9 gennaio - Uinter Guerra, hockeista su ghiaccio svizzero
- 9 gennaio - Lee Jae-dong, videogiocatore sudcoreano
- 9 gennaio - Adriana Maldonado López, politica spagnola
- 9 gennaio - Nam Ji-hyun, cantante e attrice sudcoreana
- 9 gennaio - Vladimir Pičkurov, cestista russo
- 9 gennaio - Rafael Enrique Pérez Almeida, calciatore colombiano
- 9 gennaio - Youcef Reguigui, ciclista su strada algerino
- 9 gennaio - Jorge Romo Salinas, calciatore cileno
- 9 gennaio - Jorge Santana, ex cestista spagnolo
- 9 gennaio - Todor Skrimov, pallavolista bulgaro
- 9 gennaio - Stefano Spizzichini, cestista italiano
- 9 gennaio - Stefana Veljković, ex pallavolista serba
- 9 gennaio - Jakub Wojciechowski, cestista polacco
- 9 gennaio - Cashmere Wright, ex cestista statunitense
- 10 gennaio - Jeff Baca, giocatore di football americano statunitense
- 10 gennaio - Carolina Benvenga, attrice, conduttrice televisiva e cantante italiana
- 10 gennaio - Julien Berger, rugbista a 15 belga
- 10 gennaio - Mirko Bortolotti, pilota automobilistico italiano
- 10 gennaio - William Buford, cestista statunitense
- 10 gennaio - Renan Buiatti, pallavolista brasiliano
- 10 gennaio - Sanja Bursać, pallavolista serba
- 10 gennaio - Adnan Čaušević, ex calciatore bosniaco
- 10 gennaio - Krista DeGeest, pallavolista statunitense
- 10 gennaio - Pape Maly Diamanka, calciatore senegalese
- 10 gennaio - Débora González, cestista argentina
- 10 gennaio - Christian Ibeagha, ex calciatore nigeriano
- 10 gennaio - Nicolas Jaar, musicista e compositore statunitense
- 10 gennaio - Ion Jardan, calciatore moldavo
- 10 gennaio - Martin Jones, hockeista su ghiaccio canadese
- 10 gennaio - Stefano Lilipaly, calciatore olandese
- 10 gennaio - Calum Mallace, ex calciatore scozzese
- 10 gennaio - Amin Nouri, calciatore norvegese
- 10 gennaio - Julio Pichardo, calciatore cubano
- 10 gennaio - Dion Prewster, cestista statunitense
- 10 gennaio - Stefan Šćepović, calciatore serbo
- 11 gennaio - Juninho, calciatore brasiliano
- 11 gennaio - David DeCastro, giocatore di football americano statunitense
- 11 gennaio - Ryan Griffin, giocatore di football americano statunitense
- 11 gennaio - Ismaily, calciatore brasiliano
- 11 gennaio - Malik Jackson, ex giocatore di football americano statunitense
- 11 gennaio - Amanaki Mafi, rugbista a 15 giapponese
- 11 gennaio - Anthony Nigro, hockeista su ghiaccio canadese
- 11 gennaio - Diego Reyes Sandoval, calciatore honduregno
- 11 gennaio - Nicola Ripamonti, canoista italiano
- 11 gennaio - Marco Schönbächler, calciatore svizzero
- 11 gennaio - Vivaan Shah, attore indiano
- 11 gennaio - Alejandro Villanueva, militare e ex giocatore di football americano statunitense
- 11 gennaio - Ján Vlasko, calciatore slovacco
- 11 gennaio - Ishmael Yartey, calciatore ghanese
- 11 gennaio - Kotoki Zayasu, pallavolista giapponese
- 12 gennaio - Arturo Chávez, altista peruviano
- 12 gennaio - Jérémy Cordoval, calciatore francese
- 12 gennaio - Nihad Đedović, cestista bosniaco
- 12 gennaio - Ignacio Fernández, calciatore argentino
- 12 gennaio - Kai Heerings, calciatore olandese
- 12 gennaio - Annkathrin Kammeyer, politica tedesca
- 12 gennaio - Sergej Karjakin, scacchista ucraino
- 12 gennaio - Evariste Mutuyimana, ex calciatore ruandese
- 12 gennaio - Jahir Ocampo, tuffatore messicano
- 12 gennaio - Olesja Romasenko, canoista russa
- 12 gennaio - John Smith, canottiere sudafricano
- 12 gennaio - Georgij Zotov, calciatore russo
- 13 gennaio - Neshe, cantautrice, attrice e ballerina turca
- 13 gennaio - Nicolás Blandi, calciatore argentino
- 13 gennaio - Denia Caballero, discobola cubana
- 13 gennaio - Simone Cairoli, multiplista italiano
- 13 gennaio - Richard Danilo Maciel Sousa Campos, ex calciatore brasiliano
- 13 gennaio - Rafael Delgado, calciatore argentino
- 13 gennaio - Ding Xia, pallavolista cinese
- 13 gennaio - Vincenzo Fiorillo, calciatore italiano
- 13 gennaio - Ray Gaddis, ex calciatore statunitense
- 13 gennaio - Sol González, allenatrice di pallavolo e ex pallavolista portoricana
- 13 gennaio - Kheira Hamraoui, calciatrice francese
- 13 gennaio - Liam Hemsworth, attore australiano
- 13 gennaio - Tomáš Košút, calciatore slovacco
- 13 gennaio - Kevin Lafrance, calciatore francese
- 13 gennaio - Lam Ngai Tong, calciatore macaense
- 13 gennaio - Ignacio Lemmo, calciatore uruguaiano
- 13 gennaio - Quinn McDowell, allenatore di pallacanestro e ex cestista statunitense
- 13 gennaio - Thibault Moulin, calciatore francese
- 13 gennaio - Lorenzo Panzini, cestista italiano
- 13 gennaio - Vítor Bruno, calciatore portoghese
- 13 gennaio - Jessica Scheel, modella guatemalteca
- 13 gennaio - Dávid Szabó, pallavolista ungherese
- 13 gennaio - Jonathan de Amo, calciatore spagnolo
- 14 gennaio - Karlee Bispo, ex nuotatrice statunitense
- 14 gennaio - Fredrik Bjerrehuus, lottatore danese
- 14 gennaio - Kacy Catanzaro, wrestler e ex ginnasta statunitense
- 14 gennaio - Yoann Court, calciatore francese
- 14 gennaio - Silas Daniel Satonho Satonho, calciatore angolano
- 14 gennaio - Lelisa Desisa, maratoneta etiope
- 14 gennaio - Keiler García, calciatore cubano
- 14 gennaio - Emiliano García, calciatore uruguaiano
- 14 gennaio - Grant Gustin, attore, cantante e ballerino statunitense
- 14 gennaio - Artem Hromov, calciatore ucraino
- 14 gennaio - Michael Huber, calciatore austriaco
- 14 gennaio - Edward Kpodo, ex calciatore ghanese
- 14 gennaio - Noé Kwin, calciatore camerunese
- 14 gennaio - Rémi Lamerat, rugbista a 15 francese
- 14 gennaio - Jul, rapper francese
- 14 gennaio - Federica Marzi, ex calciatrice e giocatrice di calcio a 5 italiana
- 14 gennaio - Junior Mbida, cestista camerunese
- 14 gennaio - Christopher Rungkat, tennista indonesiano
- 14 gennaio - Tom Scully, ex ciclista su strada e ex pistard neozelandese
- 14 gennaio - Áron Szilágyi, schermidore ungherese
- 14 gennaio - Joel Wright, cestista statunitense
- 14 gennaio - Iryna Žuravs'ka, modella ucraina
- 15 gennaio - Sergej Abramovič, giocatore di calcio a 5 russo
- 15 gennaio - Lluis Blanco, calciatore andorrano
- 15 gennaio - Pedro Cabrera, pallavolista portoricano
- 15 gennaio - Fernando Forestieri, calciatore argentino
- 15 gennaio - Cristian Gaitán, calciatore argentino
- 15 gennaio - Daisuke Ishizu, ex calciatore giapponese
- 15 gennaio - Dominik Kraut, calciatore ceco
- 15 gennaio - Alex Lee, calciatore statunitense
- 15 gennaio - Justin Lee, calciatore statunitense
- 15 gennaio - Dmitrij Maljaka, ex calciatore russo
- 15 gennaio - Mikaela Ruef, cestista statunitense
- 15 gennaio - Gevorg Sahakyan, lottatore armeno
- 15 gennaio - Kōstas Sloukas, cestista greco
- 15 gennaio - Sophie Sumner, modella britannica
- 15 gennaio - Rhys Thornbury, skeletonista neozelandese
- 15 gennaio - Vjačeslav Vojnov, hockeista su ghiaccio russo
- 15 gennaio - Chris Warren Jr., attore, ballerino e cantante statunitense
- 15 gennaio - Luke Willson, giocatore di football americano canadese
- 15 gennaio - Ibrahim Yıldırım, cestista turco
- 16 gennaio - Jhoan Arenas, ex calciatore colombiano
- 16 gennaio - Jason Clark, cestista statunitense
- 16 gennaio - Mario Delaš, cestista croato
- 16 gennaio - Joseph Fauria, ex giocatore di football americano statunitense
- 16 gennaio - Germán Gutiérrez, calciatore colombiano
- 16 gennaio - Dennis Kelly, giocatore di football americano statunitense
- 16 gennaio - Jordan Penitusi, calciatore samoano americano
- 16 gennaio - Cornel Râpă, calciatore rumeno
- 16 gennaio - Mark Scerri, calciatore maltese
- 16 gennaio - David Wotherspoon, calciatore scozzese
- 16 gennaio - Ol'ha Zemljak, velocista ucraina
- 17 gennaio - Tonje Angelsen, altista norvegese
- 17 gennaio - Khaled Ayari, calciatore tunisino
- 17 gennaio - Karim Azamoum, ex calciatore francese
- 17 gennaio - Kateřina Bartoňová, cestista ceca
- 17 gennaio - Barış Başdaş, calciatore turco
- 17 gennaio - Tom Bosworth, marciatore britannico
- 17 gennaio - Costanza Caracciolo, showgirl, modella e conduttrice televisiva italiana
- 17 gennaio - Esteban Chaves, ciclista su strada colombiano
- 17 gennaio - Matías Conti, ex calciatore argentino
- 17 gennaio - Chris Cooper, ex cestista statunitense
- 17 gennaio - Jacopo Di Ronco, ex sciatore alpino italiano
- 17 gennaio - Dani Coelho, allenatore di calcio e ex calciatore portoghese
- 17 gennaio - Gonçalo Feio, allenatore di calcio portoghese
- 17 gennaio - Nines, rapper britannico
- 17 gennaio - Laro Herrero, ex snowboarder spagnolo
- 17 gennaio - Uladzislaŭ Kasmynin, ex calciatore bielorusso
- 17 gennaio - Emil Bjørtomt Kristiansen, ex sciatore alpino norvegese
- 17 gennaio - Stacy McGee, giocatore di football americano statunitense
- 17 gennaio - Kateřina Minařík Kudějová, canoista ceca
- 17 gennaio - Meik Kevin Minnerop, pilota motociclistico tedesco
- 17 gennaio - Augustine Mulenga, calciatore zambiano
- 17 gennaio - Tanguy Ramassamy, ex cestista francese
- 17 gennaio - Kaj Ramsteijn, calciatore olandese
- 17 gennaio - Brita Sigourney, sciatrice freestyle statunitense
- 17 gennaio - Lorenzo Tonelli, allenatore di calcio e ex calciatore italiano
- 17 gennaio - Santiago Tréllez, calciatore colombiano
- 17 gennaio - Erving Walker, cestista statunitense
- 17 gennaio - Casper Ware, cestista statunitense
- 17 gennaio - Tyler Zeller, ex cestista statunitense
- 17 gennaio - Tomislav Zubčić, cestista croato
- 17 gennaio - Sean de Silva, ex calciatore trinidadiano
- 18 gennaio - Hossam Arafat, calciatore egiziano
- 18 gennaio - Deni Alar, calciatore croato
- 18 gennaio - Pichu Atienza, calciatore spagnolo
- 18 gennaio - Taylor Austin, bobbista canadese
- 18 gennaio - Alison Bai, tennista australiana
- 18 gennaio - Dejan Blagojević, calciatore serbo
- 18 gennaio - Stevie Bonsey, pilota motociclistico statunitense
- 18 gennaio - Guilherme de Souza, calciatore brasiliano
- 18 gennaio - Karolina Chrapek, ex sciatrice alpina polacca
- 18 gennaio - Gorgui Dieng, ex cestista senegalese
- 18 gennaio - Nacho, calciatore spagnolo
- 18 gennaio - Marcos Figueroa, calciatore argentino
- 18 gennaio - Juul Franssen, judoka olandese
- 18 gennaio - Constantin Gastmann, attore tedesco
- 18 gennaio - Hayle İbrahimov, mezzofondista azero
- 18 gennaio - Latavius Murray, giocatore di football americano statunitense
- 18 gennaio - Alex Pietrangelo, hockeista su ghiaccio canadese
- 18 gennaio - Mario Pokar, calciatore tedesco
- 18 gennaio - Jörg Siebenhandl, calciatore austriaco
- 18 gennaio - Daniel Ünal, ex calciatore svizzero
- 18 gennaio - Róbert Valenta, calciatore slovacco
- 19 gennaio - Rami Bedoui, calciatore tunisino
- 19 gennaio - Tatiana Búa, ex tennista argentina
- 19 gennaio - Joerisse Cexome, calciatore francese
- 19 gennaio - Jonathan Cooper, giocatore di football americano statunitense
- 19 gennaio - Ashton Gibbs, ex cestista e allenatore di pallacanestro statunitense
- 19 gennaio - Khaled Holmes, giocatore di football americano statunitense
- 19 gennaio - Jurij Kirillov, calciatore russo
- 19 gennaio - Fernando Luna, calciatore argentino
- 19 gennaio - Michael Mauti, giocatore di football americano statunitense
- 19 gennaio - Mark Nzeocha, ex giocatore di football americano tedesco
- 19 gennaio - Piotr Pamuła, cestista polacco
- 19 gennaio - Kyle Porter, calciatore canadese
- 19 gennaio - Jewel Raja, calciatore indiano
- 19 gennaio - José Renato da Silva Júnior, calciatore brasiliano
- 19 gennaio - Ro Hak-su, calciatore nordcoreano
- 19 gennaio - Alexander Sullmann, hockeista su ghiaccio italiano
- 19 gennaio - Zion Tzemah, ex calciatore israeliano
- 19 gennaio - Alessandro Vergani, giocatore di football americano italiano
- 19 gennaio - Theo Lewis Weeks, ex calciatore liberiano
- 19 gennaio - Eduar Zea, ex calciatore colombiano
- 20 gennaio - Aleksandăr Georgiev, cestista bulgaro
- 20 gennaio - Félicité Hamidouche, calciatrice francese
- 20 gennaio - Paul Hanlon, calciatore scozzese
- 20 gennaio - Raphael Koch, ex calciatore svizzero
- 20 gennaio - Shelayna Oskan-Clarke, mezzofondista britannica
- 20 gennaio - Samantha Potter, modella statunitense
- 20 gennaio - Sean Richardson, giocatore di football americano statunitense
- 20 gennaio - Adama Sawadogo, ex calciatore burkinabé
- 20 gennaio - Ralph Schon, calciatore lussemburghese
- 20 gennaio - Ewa Zajączkowska-Hernik, politica, storica e giornalista polacca
- 20 gennaio - Maik Zirbes, cestista tedesco
- 21 gennaio - Diogo Amado, calciatore portoghese
- 21 gennaio - Carlos Berna González, ex sollevatore colombiano
- 21 gennaio - Hanni Beronius, modella svedese
- 21 gennaio - Andrij Bohdanov, calciatore ucraino
- 21 gennaio - Maxime Chanot, calciatore francese
- 21 gennaio - Christoph Freitag, ex calciatore austriaco
- 21 gennaio - Jarosław Mokros, cestista polacco
- 21 gennaio - Nyasha Mushekwi, calciatore zimbabwese
- 21 gennaio - Knowledge Musona, calciatore zimbabwese
- 21 gennaio - Giovanni Nanguy, giocatore di football americano ivoriano
- 21 gennaio - Bruno Pascua, calciatore spagnolo
- 21 gennaio - Tat'jana Petrušina, cestista russa
- 21 gennaio - Doni Tata Pradita, pilota motociclistico indonesiano
- 21 gennaio - Kelly Rohrbach, modella e attrice statunitense
- 21 gennaio - Jacob Smith, attore statunitense
- 21 gennaio - André Martins, ex calciatore portoghese
- 21 gennaio - Morten Wermåker, giocatore di calcio a 5 e ex calciatore norvegese
- 22 gennaio - Giulia Bartolini, pallanuotista italiana
- 22 gennaio - Alizé Cornet, ex tennista francese
- 22 gennaio - Laura Ester, pallanuotista spagnola
- 22 gennaio - Logic, rapper, produttore discografico e scrittore statunitense
- 22 gennaio - Thorsten Mahrer, calciatore austriaco
- 22 gennaio - Jan Mudra, calciatore ceco
- 22 gennaio - Santos Ortíz, calciatore salvadoregno
- 22 gennaio - Edgar Iván Pacheco, ex calciatore messicano
- 22 gennaio - Stefanos Paparounas, tuffatore greco
- 22 gennaio - João Patrão, ex calciatore portoghese
- 22 gennaio - Artëm Vol'vič, pallavolista russo
- 23 gennaio - Bryan Jones Anicézio, ex calciatore brasiliano
- 23 gennaio - Carina Bär, canottiera tedesca
- 23 gennaio - Chanel Cresswell, attrice britannica
- 23 gennaio - Lavonte David, giocatore di football americano statunitense
- 23 gennaio - Francis Drolet, hockeista su ghiaccio canadese
- 23 gennaio - Ol'ga Fatkulina, pattinatrice di velocità su ghiaccio russa
- 23 gennaio - Marine Gauthier, ex sciatrice alpina francese
- 23 gennaio - Tat'jana Gorbunova, ginnasta russa
- 23 gennaio - Kevin Gourdon, rugbista a 15 francese
- 23 gennaio - Yung Beef, rapper spagnolo
- 23 gennaio - Danielle Hamilton-Carter, cestista svedese
- 23 gennaio - Ismael Hernández, pentatleta messicano
- 23 gennaio - Alfonso Luna, calciatore messicano
- 23 gennaio - Joaquín Navarro Jiménez, calciatore spagnolo
- 23 gennaio - Milovan Petroviḱ, calciatore macedone
- 23 gennaio - Eugene Phelps, cestista statunitense
- 23 gennaio - Samantha Prahalis, ex cestista statunitense
- 23 gennaio - Bianca Schmidt, calciatrice tedesca
- 23 gennaio - Alex Silva, wrestler canadese
- 23 gennaio - Martin Uhnák, ex hockeista su ghiaccio slovacco
- 23 gennaio - Roland Varga, calciatore ungherese
- 23 gennaio - Martyn Waghorn, ex calciatore inglese
- 23 gennaio - Şener Özbayraklı, calciatore turco
- 24 gennaio - Mao Abe, cantautrice giapponese
- 24 gennaio - Artjom Artjunin, ex calciatore estone
- 24 gennaio - Luca Bertossio, aviatore italiano
- 24 gennaio - Ermin Bičakčić, calciatore bosniaco
- 24 gennaio - Aleksandr D'jačenko, canoista russo
- 24 gennaio - Brandon Harris, giocatore di football americano statunitense
- 24 gennaio - Ryōsuke Irie, nuotatore giapponese
- 24 gennaio - Kapron Lewis-Moore, giocatore di football americano statunitense
- 24 gennaio - Yasmany Lugo, lottatore cubano
- 24 gennaio - Tripy Makonda, ex calciatore francese
- 24 gennaio - Ricardo Martins, calciatore venezuelano
- 24 gennaio - Julian Mavunga, cestista zimbabwese
- 24 gennaio - John Potter, giocatore di football americano statunitense
- 24 gennaio - Nicolás Silva, calciatore argentino
- 24 gennaio - Max Sprauel, giocatore di football americano francese
- 24 gennaio - Mehdi Tahrat, calciatore algerino
- 24 gennaio - Tony Woods, cestista statunitense
- 24 gennaio - Maarten van Garderen, pallavolista olandese
- 25 gennaio - Brandon Bolden, giocatore di football americano statunitense
- 25 gennaio - Tom Boon, hockeista su prato belga
- 25 gennaio - Chris Clarke, velocista britannico
- 25 gennaio - Liam Coltman, rugbista a 15 neozelandese
- 25 gennaio - Daniel Corral, ginnasta messicano
- 25 gennaio - Nils Courbaron, musicista e chitarrista francese
- 25 gennaio - Alëna Dubickaja, pesista bielorussa
- 25 gennaio - Apostolos Giannou, calciatore australiano
- 25 gennaio - Kimya Gökçe Aytaç, attrice turca
- 25 gennaio - Natalie Hall, attrice canadese
- 25 gennaio - Dustin Ingram, attore statunitense
- 25 gennaio - Jonathan King, cestista panamense
- 25 gennaio - Marco Koch, nuotatore tedesco
- 25 gennaio - Emiliano Lasa, lunghista uruguaiano
- 25 gennaio - Lee Jun-ho, cantante e attore sudcoreano
- 25 gennaio - Matteo Leoni, attore e comico italiano
- 25 gennaio - Alexandre Libert, cestista belga
- 25 gennaio - Patrick Richard, cestista statunitense
- 25 gennaio - Carlo Schmid, aviatore svizzero
- 25 gennaio - Umsuura, cantante russa
- 25 gennaio - Bobana Veličković, tiratrice a segno serba († 2020)
- 26 gennaio - Kévin Afougou, calciatore francese
- 26 gennaio - Nawaf Al-Abed, calciatore saudita
- 26 gennaio - Qadr Amin, calciatore zimbabwese
- 26 gennaio - Marvin Baudry, calciatore francese
- 26 gennaio - Steevy Chong Hue, calciatore francese
- 26 gennaio - Diego Renan, calciatore brasiliano
- 26 gennaio - Hem Thon Ponleu, ex nuotatore cambogiano
- 26 gennaio - Ra'Shad James, cestista statunitense
- 26 gennaio - Radoslav Jankov, snowboarder bulgaro
- 26 gennaio - Alexander Kopacz, bobbista canadese
- 26 gennaio - Jurij Kuzubov, scacchista ucraino
- 26 gennaio - Christopher Massey, attore e rapper statunitense
- 26 gennaio - Sergio Pérez, pilota automobilistico messicano
- 26 gennaio - Aurimė Rinkevičiūtė, cestista lituana
- 26 gennaio - Aaron Royle, triatleta australiano
- 26 gennaio - Peter Sagan, ex ciclista su strada, ex mountain biker e ex ciclocrossista slovacco
- 26 gennaio - Yannick Kakoko, allenatore di calcio e ex calciatore tedesco
- 26 gennaio - Dawid Szulczek, allenatore di calcio polacco
- 26 gennaio - Kawin Thamsatchanan, calciatore thailandese
- 27 gennaio - Chyzyr Appaev, calciatore russo
- 27 gennaio - Stanley Atani, calciatore francese
- 27 gennaio - Luca Avallone, attore italiano
- 27 gennaio - Tim Beckham, ex giocatore di baseball statunitense
- 27 gennaio - Nicholas Bett, ostacolista keniota († 2018)
- 27 gennaio - Jason Calliste, cestista canadese
- 27 gennaio - Cainan De Matos, giocatore di calcio a 5 brasiliano
- 27 gennaio - Brendan Dooling, attore statunitense
- 27 gennaio - Kyle Fogg, cestista statunitense
- 27 gennaio - Andrés Gil, attore, personaggio televisivo e modello argentino
- 27 gennaio - Loco Escrito, cantante colombiano
- 27 gennaio - Gabriela Irimia, cestista rumena
- 27 gennaio - Rasmus Jönsson, calciatore svedese
- 27 gennaio - Mehdi Kirch, calciatore francese
- 27 gennaio - Niviaq Korneliussen, scrittrice groenlandese
- 27 gennaio - Diego Lorenzi, ex calciatore brasiliano
- 27 gennaio - Francesca Marsaglia, ex sciatrice alpina italiana
- 27 gennaio - Maykel Montiel, calciatore nicaraguense
- 27 gennaio - Christoph Moritz, ex calciatore tedesco
- 27 gennaio - Dmytro Njemčaninov, calciatore ucraino
- 27 gennaio - Mihai Onicaș, calciatore rumeno
- 27 gennaio - Ricardo Ribeiro, calciatore portoghese
- 27 gennaio - Marco Sahanek, calciatore austriaco
- 27 gennaio - Anton Sosnin, ex calciatore russo
- 27 gennaio - Wang Shanshan, calciatrice cinese
- 28 gennaio - Ahmed Ali, calciatore emiratino
- 28 gennaio - Ichiko Aoba, cantautrice giapponese
- 28 gennaio - Daniel Arroyo, calciatore salvadoregno
- 28 gennaio - Onur Ayık, calciatore tedesco
- 28 gennaio - Nina Chydenius, mezzofondista e maratoneta finlandese
- 28 gennaio - Daylon Claasen, calciatore sudafricano
- 28 gennaio - Markus Deibler, ex nuotatore tedesco
- 28 gennaio - Maksym Dračenko, calciatore ucraino
- 28 gennaio - Jacopo Èt, paroliere, compositore e cantautore italiano
- 28 gennaio - Hélio Monteiro Batista, calciatore brasiliano
- 28 gennaio - Karl-Johan Johnsson, calciatore svedese
- 28 gennaio - Nicolás Mazzola, calciatore argentino
- 28 gennaio - Marek Štěch, calciatore ceco
- 28 gennaio - Zhang Kailin, ex tennista cinese
- 29 gennaio - Carlijn Achtereekte, pattinatrice di velocità su ghiaccio e ciclista su strada olandese
- 29 gennaio - Ali Al-Jabri, calciatore omanita
- 29 gennaio - Saša Balić, calciatore montenegrino
- 29 gennaio - Marielle Berger Sabbatel, sciatrice freestyle e ex sciatrice alpina francese
- 29 gennaio - Brice Butler, ex giocatore di football americano statunitense
- 29 gennaio - François Civil, attore francese
- 29 gennaio - Domingo González, pallavolista portoricano
- 29 gennaio - Grzegorz Krychowiak, calciatore polacco
- 29 gennaio - Isma López, ex calciatore spagnolo
- 29 gennaio - Ingrid Moe Wold, ex calciatrice norvegese
- 29 gennaio - Nick Moody, giocatore di football americano statunitense
- 29 gennaio - Yoan Pivaty, ex calciatore francese
- 29 gennaio - MacKenzie Porter, attrice televisiva e cantante canadese
- 29 gennaio - Mark Rowley, attore scozzese
- 29 gennaio - Mourad Satli, calciatore algerino
- 29 gennaio - Daisuke Suzuki, calciatore giapponese
- 29 gennaio - Brandon Taylor, ex giocatore di football americano statunitense
- 29 gennaio - Ľubomír Urgela, calciatore slovacco
- 29 gennaio - Yisrael Zaguri, ex calciatore israeliano
- 29 gennaio - Anete Šteinberga, cestista lettone
- 30 gennaio - Eduardo Alvarez, giocatore di baseball e ex pattinatore di short track statunitense
- 30 gennaio - Birkan Batuk, cestista turco
- 30 gennaio - Klaus Brandner, ex sciatore alpino tedesco
- 30 gennaio - Kevan George, ex calciatore trinidadiano
- 30 gennaio - Eiza González, attrice e cantante messicana
- 30 gennaio - Luke Hancock, ex cestista statunitense
- 30 gennaio - Romain Heinrich, bobbista e pesista francese
- 30 gennaio - Andre Jones, cestista statunitense
- 30 gennaio - Jaunius Juozaitis, giocatore di calcio a 5 e ex calciatore lituano
- 30 gennaio - Kristián Kolčák, calciatore slovacco
- 30 gennaio - Esom, attrice sudcoreana
- 30 gennaio - Ismaïl Moalla, pallavolista tunisino
- 30 gennaio - Jonas Nyberg, ex sciatore alpino svedese
- 30 gennaio - Andy Rodríguez, calciatore spagnolo
- 30 gennaio - Stephan Salger, calciatore tedesco
- 30 gennaio - Nadia de Santiago, attrice e conduttrice televisiva spagnola
- 30 gennaio - Luca Sbisa, ex hockeista su ghiaccio italiano
- 30 gennaio - Pablo Tamburrini, ex calciatore cileno
- 30 gennaio - Jake Thomas, attore statunitense
- 30 gennaio - Eleonora Trivella, canottiera italiana
- 30 gennaio - Waguininho, calciatore brasiliano
- 31 gennaio - Rubén Botta, calciatore argentino
- 31 gennaio - Félix Denayer, hockeista su prato belga
- 31 gennaio - Thea Grosvold, ex sciatrice alpina norvegese
- 31 gennaio - Nicolás Laprovíttola, cestista argentino
- 31 gennaio - Jacob Markström, hockeista su ghiaccio svedese
- 31 gennaio - Damián Alberto Martínez, calciatore argentino
- 31 gennaio - Jordan Massengo, calciatore francese
- 31 gennaio - Rodrigo Javier Noya, ex calciatore argentino
- 31 gennaio - Fabio Pereyra, calciatore argentino
- 31 gennaio - Tursunali Rustamov, calciatore kirghiso
- 31 gennaio - Maciej Staręga, fondista polacco
- 31 gennaio - Marco Trungelliti, tennista argentino
- 31 gennaio - Cro, rapper, cantante e produttore discografico tedesco
- 31 gennaio - Bernadett Zágor, calciatrice ungherese